# 叶倩
叶倩（1957年—），江苏吴县人，汉族，中华人民共和国政治人物、第十一届全国人民代表大会上海地区代表。
毕业于同济大学工民建专业。担任上海市建筑科学研究院第五事业部总经理，2008年起担任全国人大代表。